# Lingling
Der Stadtbezirk Lingling (零陵区,  Línglíng Qū) ist ein Stadtbezirk, der zum Verwaltungsgebiet der bezirksfreien Stadt Yongzhou im Süden der chinesischen Provinz Hunan gehört. Er hat eine Fläche von 1959 km² und zählt 570.600 Einwohner (Stand: Ende 2018).

## Administrative Gliederung
Auf Gemeindeebene setzt sich der Stadtbezirk aus vier Straßenvierteln, acht Großgemeinden und vier Gemeinden zusammen. 